# Seznam madžarskih generalov
Seznam madžarskih generalov.

## A
- Ottó Abt
- László Akay
- Jozsef Alvinczy
- Győző Ankai-Anesini
- Aladár Asztalossy

## B
- Károly Bartha
- Tibor Benkő

## D
- Andreja Deak
- Ferenc Deák
- Zoltán Decleva
- Gusztáv Denk

## H
- Gyula Hankovzsky
- Gusztáv Hennyey
- Iván Kishindi Hindy
- Miklos Horthy (admiral)
- Ferenc Horváth (maršal)

## J
- Gusztáv Jány

## K
- Bela K. Kiraly
- Ferenc Korom

## L
- Géza Lakatos

## M
- Pál Maléter
- Béla Dálnoki Miklós

## P
- Miklos Palffy

## S
- Döme Sztójay
- Zoltán Szügyi

## T
- István Türr

## V
- János Vörös